# Heterosexisme
L'heterosexisme o heterocentrisme, és l'actitud basada en la idea que l'heterosexualitat és l'única orientació sexual existent o vàlida, que és la norma i que homosexuals, no binaris o bisexuals són l'excepció.
Sovint va acompanyat d'una discriminació més o menys explícita contra els gais, les lesbianes i els bisexuals. L'heterosexisme és «arrelat i característic de les més importants institucions socials, culturals i econòmiques de la nostra societat». A l'escola, «l'ensenyament està pensat per a i per persones heterosexuals», malgrat iniciatives que intenten pal·liar les carències per ensenyar la diversitat. També en el món professional dels adults i malgrat l'evolució de la societat, molts adults, sota la pressió de la heteronormativitat, queden dins de l'armari o en sorten molt tardanament.
A costat d'heterosexisme de cada dia, que pot ser feixuc sino avorrit, per qui no és hetero, hi ha al problema de l'heterocentrisme científic.

## Heterosexisme de cada dia
L'heterosexisme no és monopoli exclusiu de les persones heterosexuals. La gent de qualsevol orientació sexual pot tenir creences heterosexistes dimanades de la noció cultural essencialista en la qual la masculinitat (l'home) i la feminitat (la dona) es complementen entre si, «per naturalesa». És troba en l'actitud de molt professionals de l'administració, de l'ensenyament o del sistema sanitari de pressuposar de manera automàtica que una persona és heterosexual si no diu explícitament i molt fort el contrari.
Hi ha el heterosexisme de cada dia. Es manifesta, per exemple, en situacions on qui posa la qüestió, pensa automàticament que l'altre és heterosexual. Posa el qüestionat devant el dilema de no dir res o de fer un sortida de l'armari amb respostes de mena «el meu home és una dona». També es troba el reduccionisme cap a la heterosexualitat en la qüestió a una parella homosexual «Aleshores, qui dels dos fa ‘l'home’»?

## Heterosexisme d'estat
Fins fa poc, molts estats tenien una política que imposava la heterosexualitat com a única relació autoritzada que no fos l'abstenció. A Alemanya, per exemple, va trigar fins 1994 per depenalitzar l'homosexualitat. El franquisme a Espanya era caracteritzat per un heterosexime pur i un binarisme de gènere estricte, amb un profund control social, religiós i jurídic, qualsevol acció no heterosexual era considerada com un crim contra la moral i perseguit penalment en conseqüència. La tradició vé de lluny, i només sota la república (1931-1936) l'heterosexisme d'estat va ser abolit. Des de la transició democràtica (1975-1978) es va liberalitzar a poc a poc l'heterosexisme d'estat, s'hi ha consentiment i si no hi ha «escàndol públic» però la llei de perillositat social només va ser derogada el 1995.
Partits de dretes enyoren l'heterosexisme d'estat i s'arroguen el «dret dels pares de vetar» que els seus fills assisteixin a classes on s'ensenya entre d'altres la diversitat afectiva i sexual. Troben aliats en les religions fonamentalistes.

## Heterosexisme en la ciència
La ciència, sobretot la sociologia, psicologia, medicina i biologia fins a la fi del segle xx era caracteritzada per un biaix heterosexual. El biaix heterosexista afectava la selecció de preguntes d'investigació, la definició de variables, reecollida de dades. Aquest biaix es veu també en la història de l'argot medical: el mot homosexual, per descriure una «anomalia» apareix a l'edició del 1869 de la Psychopathia Sexualis de Richard von Krafft-Ebing (1840-1902), i va trigar vint anys més fins al 1889 abans que s'hi encunyés «heterosexual».
Fins a la fi del del segle xx es feia la recerca, com si tothom per definició fos heterosexual. La gran majoria dels articles publicats als Estats Units entre 1967 i 1794, estudiaven les «causes» de la «deviació» en aplicar el model de malaltia.
El biaix heterocèntric pot desformar els resultats en les cinc fases d'una recerca
1. La manera de formular una qüestió o hipotesi
2. El mostratge de les persones estudiades
3. El disseny de la recerca i les procediments
4. En la protecció de la vida privada dels participants
5. En l'interpretació, l'informe final i la divulgació en mitjans no científics